# ایستگاه قطار شهری شهید چمران
ایستگاه قطار شهری شهید چمران ایستگاهی در خط ۱ متروی اصفهان است. این ایستگاه در بلوار کاوه (تقاطع بزرگراه شهید چمران و بزرگراه شهید ردانی‌پور) واقع شده‌است. ایستگاه بعدی در ضلع شمالی ایستگاه کاوه در پایانه مسافربری کاوه و در سمت جنوب ایستگاه شهید باهنر است. این ایستگاه در ۲ آبان ۱۳۹۵ افتتاح شد.